# Gambozzi
Gambozzi (in croato Gamboci) è un insediamento istriano nel comune di Buie.

## Storia
L'insediamento nacque tra il XVI e XVII e venne abitato da famiglie contadine originarie della Venezia Giulia e della Dalmazia. Successivamente Gambozzi entrò a far parte della Repubblica di Venezia e dopo le guerre napoleoniche passò sotto il dominio dell'Impero austro-ungarico. Dopo il Trattato di Rapallo Gambozzi entrò a far parte dell'Italia. Nel 1945 l'insediamento passò sotto il controllo del Territorio Libero di Trieste e poi fu annesso alla Jugoslavia. In questo periodo molti abitanti furono costretti a lasciare l'insediamento per sfuggire alla pulizia etnica contro gli italiani messa in atto dai soldati comunisti slavi. Nel 1991 Gambozzi passò sotto il dominio della Croazia, sotto la quale sta tuttora.

## Società

### Evoluzione demografica
| 1880 | 1890 | 1900 | 1910 | 1948 | 1953 | 1961 | 1971 | 1981 | 1991 | 2001 | 2011 |
| 149  | 150  | 183  | 230  | 301  | 199  | 195  | 131  | 134  | 126  | 100  | 98   |